# Tauresio
Tauresio (in latino Tauresium; in greco antico: Ταυρήσιον?; in macedone Тауресиум?) è il nome di un antico villaggio corrispondente all'odierna Taor, località facente parte del territorio del comune di Zelenikovo, nella Macedonia del Nord, e nota anche come Gradište (in macedone Градиште?).

## Storia
In questa fortezza romana nacquero, nel 482, l'imperatore Flavio Pietro Sabbazio Giustiniano e il re ostrogoto Teodato. Fece parte dell'Impero Romano, dell'Impero romano d'Oriente e dell'Impero bizantino